# Manifestation du 11 novembre 1940
La manifestation du 11 novembre 1940 est une manifestation de lycéens et d'étudiants ayant eu lieu à Paris, sur les Champs-Élysées et devant l'arc de triomphe de l'Étoile, en commémoration de l'armistice du 11 novembre 1918. Rassemblant plusieurs milliers de personnes et durement réprimée par les occupants nazis, elle est considérée comme un des tout premiers actes publics de résistance à l'occupant en France après l'armistice du 22 juin 1940 et l'appel du 18 Juin par le général de Gaulle.

## Origines de la manifestation

### Contexte estudiantin

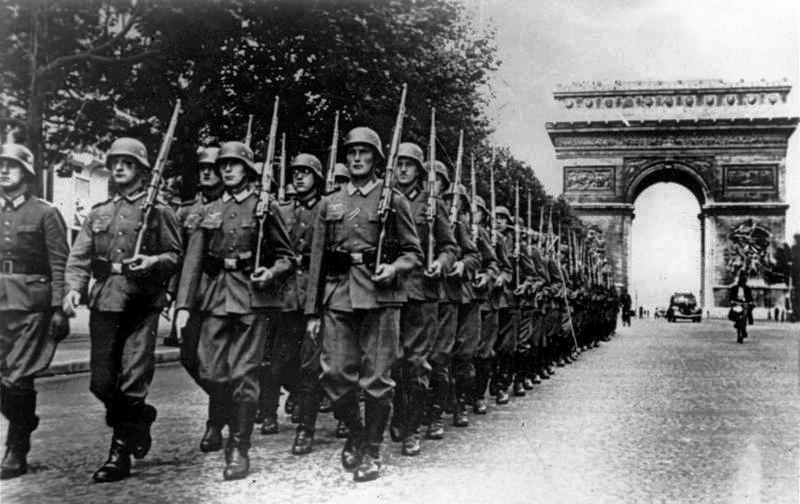
Soldats allemands paradant sur les Champs-Élysées, le 14 juin 1940.

La manifestation du 11 novembre 1940 tire ses origines de plusieurs événements survenus peu avant. Tout d'abord, l'occupation de Paris depuis juin 1940 est une humiliation pour les Parisiens, et l'installation de l'armée allemande avec ses corollaires (panneaux en allemand, drapeaux nazis, etc.) marque la défaite française de façon particulièrement visible.
Plus tard, la poignée de main entre le Maréchal Pétain et Adolf Hitler à l'entrevue de Montoire le 24 octobre 1940 signe l'entrée dans la collaboration. Pour nombre de Français persuadés que Pétain était en train de préparer une revanche, c'est une désillusion.
La Sorbonne rouvre ses portes dès juillet 1940 tandis que le régime de Vichy est instauré. Tant bien que mal, lycéens et étudiants font leur rentrée scolaire et la vie universitaire reprend son cours. Les conférences universitaires d'ordre scientifique et littéraire sont maintenues à la Sorbonne et à la faculté de médecine. Rapidement, des lancers de tracts et d'œufs au Quartier latin sont rapportés. « Des « V » sont tracés sur les murs, des « Vive de Gaulle » sont criés dans les couloirs du métro », des papillons sont placés dans les livres des bibliothèques dénonçant l'occupation allemande, la mainmise de Vichy sur l'université et son « dessein d'asservissement intellectuel de la France ». Le 28 juillet 1940, les étudiants Christian Rizo et Félix Kauer sont condamnés à 2 mois de prison pour un lancer de tracts sur des personnalités allemandes dans un amphithéâtre. La présence d'Allemands dans les amphithéâtres de la faculté de médecine en auditeurs libres irrite profondément les étudiants qui protestent. Le 25 octobre 1940, les étudiants désertent un amphithéâtre devant trois officiers allemands. Le 7 novembre, un incident similaire est rapporté.
À la faculté de droit, Jean Ebstein-Langevin, André Pertuzio et Alain Griotteray, sympathisants et militants de l'Action française, noyautent le comité de la Corporation de la faculté de droit de Paris (la « Corpo » de droit) pour en faire un bloc d'opposition à l'Association générale d'entraide aux étudiants de Paris, d'inspiration allemande,. Quant à la Fédération des étudiants de Paris présidée par François Lescure, étudiant en lettres, militant communiste et militant de l'Union nationale des étudiants de France (UNEF), elle exige la « démobilisation rapide, la sortie de camps de jeunesse et des sessions de rattrapage » pour les étudiants.

### Le changement de la date de la cérémonie
Le 26 octobre, le secrétaire d'État à l'Instruction publique, Georges Ripert, informe les recteurs que le 11 novembre, qui est férié depuis 1922, sera un jour travaillé ordinaire. Il souhaite tout de même des cérémonies discrètes dans les établissements. La lecture d'une circulaire interdisant les manifestations et commémorations est faite par les recteurs d'université et les proviseurs, annonçant indirectement aux jeunes qu'il y avait une tension sur le sujet. L'information fuite jusqu'aux oreilles d'étudiants et lycéens qui n'entendent pas se laisser dicter leur conduite. En effet, la question de la commémoration du 11 novembre, traditionnelle et extrêmement importante depuis 1920, pose problème aux autorités allemandes (qui ne veulent pas d'une célébration de la défaite allemande de 1918) et aux autorités françaises (qui ne veulent ni déplaire au peuple, ni à l'occupant). Le gouvernement de Vichy surenchérit en déclarant que les morts de la Grande Guerre seront finalement commémorés le 1er novembre, jour de la Toussaint. Spontanément, dans un Paris où le sentiment anti-allemand se développe, 20 000 personnes passent déposer à l'Arc de Triomphe près de 500 bouquets le 1er novembre.
Dans les jours précédant le 11 novembre, plusieurs incidents sont signalés entre des étudiants et des soldats allemands à l'université ou dans des cafés. En conséquence, le café d'Harcourt, lieu d'émulation étudiant, est fermé de même que les étages des cafés Dupont et Capoulade pour éviter les réunions.
En parallèle, depuis le début du mois de novembre, un tract apolitique et rassembleur, manuscrit et transmis de la main à la main, circule dans les universités de Paris et les rues du Quartier latin. Il appelle à la manifestation devant la tombe du Soldat inconnu, le 11 novembre au soir :

« Étudiant de France,

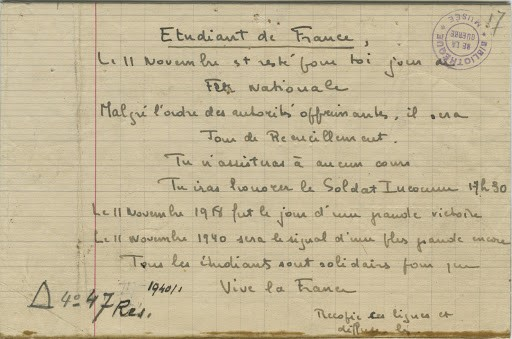
Tract anonyme appelant à manifester le 11 novembre 1940- (conservé à La Contemporaine).

Le 11 Novembre est resté pour toi jour de

Fête Nationale

Malgré l'ordre des autorités opprimantes, il sera

Jour de Recueillement.

Tu n'assisteras à aucun cours

Tu iras honorer le Soldat Inconnu 17 h 30

Le 11 Novembre 1918 fut le jour d'une grande victoire

Le 11 Novembre 1940 sera le signal d'une plus grande encore

Tous les étudiants sont solidaires pour que

Vive la France.

Recopie ces lignes et diffuse-les. »

— Tract trouvé dans le hall de la faculté de médecine de Paris (conservé à la BDIC).

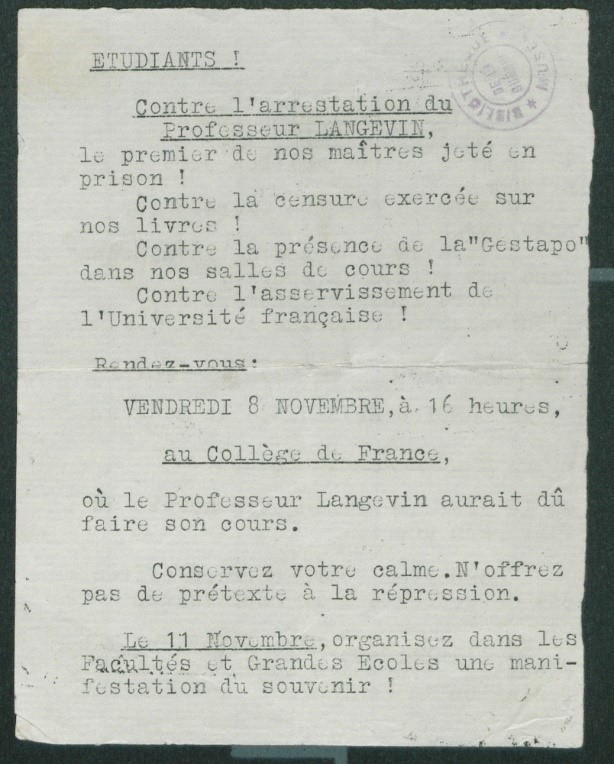
Tract communiste contre l'incarcération à la Santé du professeur Paul Langevin après son arrestation le 30 octobre 1940 par la Gestapo, et appelant à la manifestation du 11 novembre 1940- (conservé à La Contemporaine).

### Arrestation de Paul Langevin
L'arrestation le 30 octobre de Paul Langevin, grande figure scientifique et professeur au Collège de France, est également considérée comme un des éléments déclencheurs de la manifestation. Une cinquantaine d’étudiants communistes parvient à manifester le 8 novembre aux abords du Collège de France, malgré les dispositifs répressifs français et allemands, pour dénoncer l’arrestation du professeur. Les communistes décident de rallier la manifestation du 11 novembre seulement trois jours avant, car Maurice Berlemont, responsable au Parti communiste des Jeunesses communistes, avait initialement estimé que l’initiative, qui émanait d’« étudiants patriotes de la Faculté de droit », ne correspondait pas à la ligne souhaitée, avant de se rallier finalement à la manifestation, l’accord du parti n'étant ainsi obtenu que très tardivement.
Le 10 novembre, Jacques Bonsergent de l'École nationale supérieure d'Arts et Métiers est arrêté pour une bagarre avec des soldats allemands. Il est fusillé le 23 décembre 1940 pour avoir refusé de dénoncer son camarade à l'initiative de la bagarre.
Enfin, la veille du 11 novembre, une note officielle est publiée parue dans les journaux du 10 novembre 1940 : « La préfecture de police communique : les administrations et les entreprises privées travailleront normalement le 11 novembre à Paris et dans le département de la Seine. Les cérémonies commémoratives n'auront pas lieu. Aucune démonstration publique ne sera tolérée ».

## Déroulement de la manifestation
La manifestation du 11 novembre 1940 débute tôt le matin à 5 h 30, quand André Weil-Curiel, Léon-Maurice Nordmann et Michel Edinger, membres du réseau du musée de l'Homme, déposent devant la statue de Georges Clemenceau en bas des Champs-Élysées une gerbe « en témoignage d'admiration envers l'homme qui ne voulut jamais capituler et ne désespéra pas de la Patrie ». La gerbe est entourée d'un ruban tricolore et accompagnée d'une « carte de visite » en carton d'un mètre de long, portant l'inscription « Le général de Gaulle à l'organisateur de la victoire ».
La carte de visite et le ruban disparaissent au cours de la matinée, ainsi que les nombreux bouquets qui avaient été déposés près de la gerbe par des mains anonymes. Un certain nombre d'arrestations sont effectuées. Tout au long de la journée des Parisiens viennent cependant sur la tombe du Soldat inconnu.
Dans la journée, le Quartier latin est calme, tandis que les lycées continuent leurs cours. Les étudiants et lycéens ne commencent à converger vers la place de l'Étoile, par petits groupes, qu'à partir de 16 h. Les élèves du lycée Janson-de-Sailly arrivent en groupe avec une gerbe de fleurs de deux mètres de haut en forme de croix de Lorraine, emblème de la France libre et des FFI.
La manifestation est à son apogée vers 17 h, où les estimations font état de près de 3 000 jeunes, lycéens, étudiants ou jeunes actifs, présents sur la place de l'Étoile et devant la tombe du Soldat inconnu. Une note de police rapporte qu'on y chante La Marseillaise, qu'on y crie « Vive la France », « Vive De Gaulle » ou, plus ironiquement, « Vive de… » en brandissant deux cannes à pêche (des gaules).
Des incidents éclatent entre des manifestants et des jeunes pronazis français du Jeune Front, installés dans une boutique sur les Champs-Élysées. D'abord surprise, l'armée allemande riposte par des coups de crosse, ainsi que par des tirs. Les manifestants se dispersent alors rapidement et de façon désorganisée. Vers 18 h 30 la manifestation est terminée, laissant une quinzaine de blessés dont cinq graves (parmi lesquels Pierre Lefranc, future figure du gaullisme).

## Répression
Plus de 200 arrestations sont alors effectuées, que ce soit par la police française, qui collabore avec les Allemands, ou les Allemands eux-mêmes. Les étudiants et lycéens arrêtés sont emmenés dans les prisons de la Santé, du Cherche-Midi et de Fresnes. Une semaine plus tard, il reste plus de 140 personnes encore incarcérées.
Le lendemain de la manifestation, le commandement militaire allemand de Paris fait fermer tous les établissements d'enseignement supérieur de la capitale. Les étudiants provinciaux doivent rentrer chez eux, les Parisiens sont tenus de pointer quotidiennement dans les commissariats. Gustave Roussy, recteur de l'académie de Paris, est relevé de ses fonctions le 13 novembre et remplacé temporairement par Jérôme Carcopino, directeur de l'École normale supérieure. Maurice Guyot, secrétaire général de l'Université de Paris, est également révoqué.
Des rumeurs parlent d'étudiants fusillés, ou déportés. Radio Londres évoque le chiffre de 11 tués et 500 déportés le 28 novembre. Le nouveau recteur demande au préfet de Paris de faire démentir ces chiffres pour garder le calme. Il tente, dans les semaines qui suivent la manifestation, de faire atténuer la répression.
En même temps que les efforts de Carcopino, le commandement militaire allemand demande à Berlin de rouvrir les établissements parisiens, ce qui est fait progressivement entre le 17 novembre et le 20 décembre.
Les étudiants emprisonnés sont progressivement relâchés, jusqu'au début du mois de décembre. Pour prévenir tout retour d'opposition, les autorités allemandes procèdent à des arrestations préventives de jeunes autour des Champs-Élysées, avec pour point culminant le 21 novembre avec plus de 1 000 arrestations.
François Lescure est arrêté le 3 décembre au siège de l'UNEF, place Saint-Michel, qui est perquisitionné.
Le commandement allemand libère les prisonniers du 11 novembre en trois vagues : 20 novembre, 3 décembre et 11 décembre. Cinq personnes sont condamnées par les tribunaux militaires allemands, dont le professeur René Baudoin.

## Sociologie
Lors de cette manifestation, on relève la présence d'André Weil-Curiel, Yves Kermen, François Bresson, Jean Ebstein-Langevin, Francis Cohen, Olivier de Sarnez, Germaine Ribière, Alain Griotteray, Roger Nimier et d'André Pertuzio. Le jeune Pierre Halbwachs, fils de Maurice Halbwachs, fut stupéfait « de retrouver à cette manifestation beaucoup d'étudiants qui formaient les années précédentes les « ligues » contre lesquelles il s'était battu et en particulier pas mal d'anciens de l'Action française ».
Du côté communiste, l'historiographie ne permet pas de connaître suffisamment le nombre de participants. Il est certain que les militants André et Robert Kirschen, Maroussia Naïtchenko, Pierre Daix et Jeanne Brunschwig, Jacques d’Andurain, Raymond Guglielmo et Pierre Hervé ne furent pas présents, « le plus souvent sur ordre de la direction [du Parti communiste clandestin], pour des raisons de sécurité ». François Lescure et Maurice Berlemont y allèrent en observateurs.
Les travaux de l'historienne Danielle Tartakowsky sur les rapports de police des différentes arrestations permettent de cerner la sociologie de la manifestation : « 917 hommes et 122 femmes, 545 lycéens ou collégiens, 299 étudiants, 57 écoliers, 138 salariés (dont de nombreux professeurs et instituteurs). Une moyenne d'âge de 18 ans ».

## Censure
La censure allemande n'a pas permis que les journaux en rendent compte le lendemain. C'est cinq jours après que des commentaires de la presse collaboratrice parisienne calomnient les manifestants en dénigrant l'irresponsabilité d'une certaine jeunesse, sans mettre en cause les éventuels participants communistes.

## Mémoire

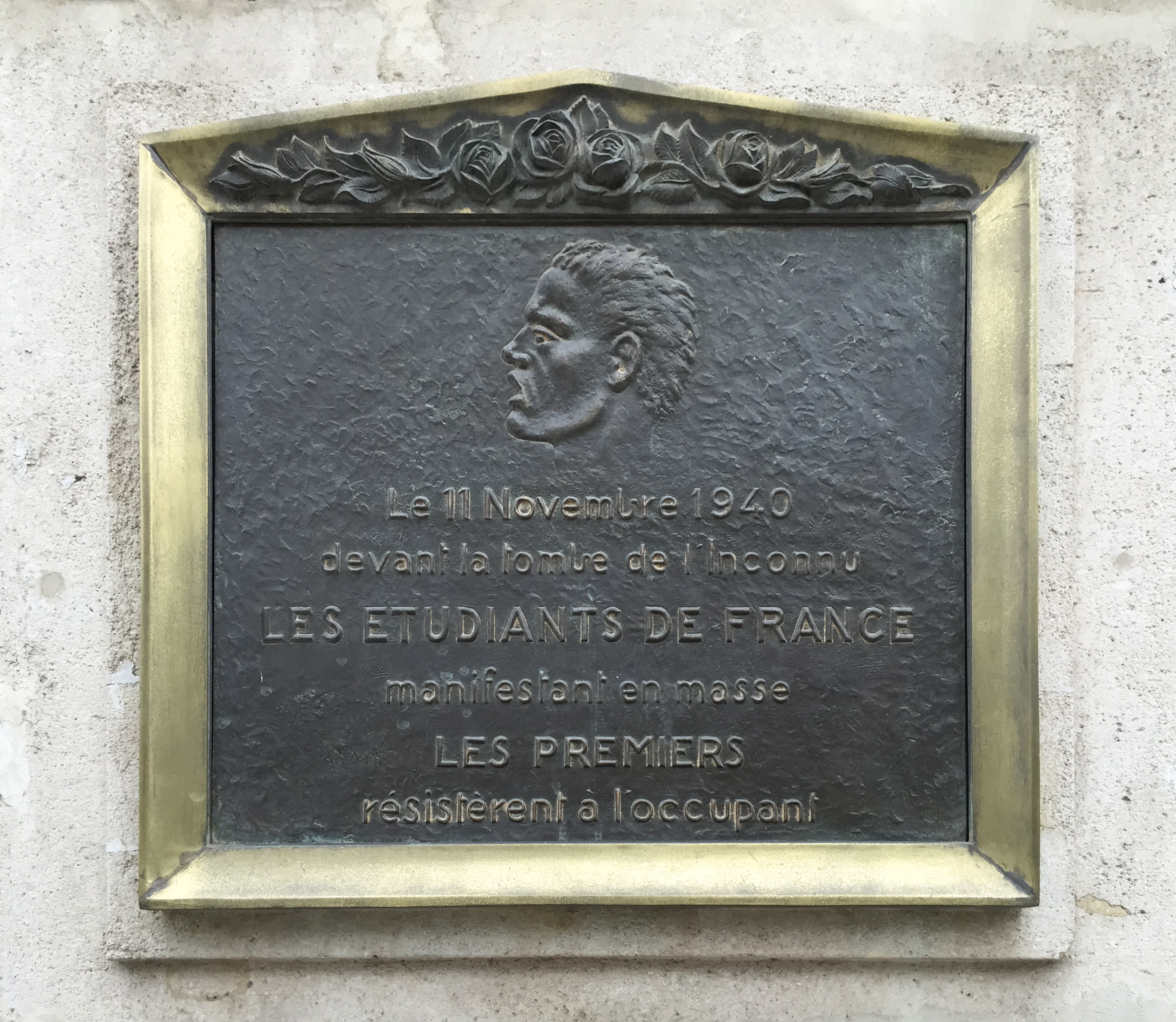
Plaque commémorative inaugurée en 1954 par René Coty.

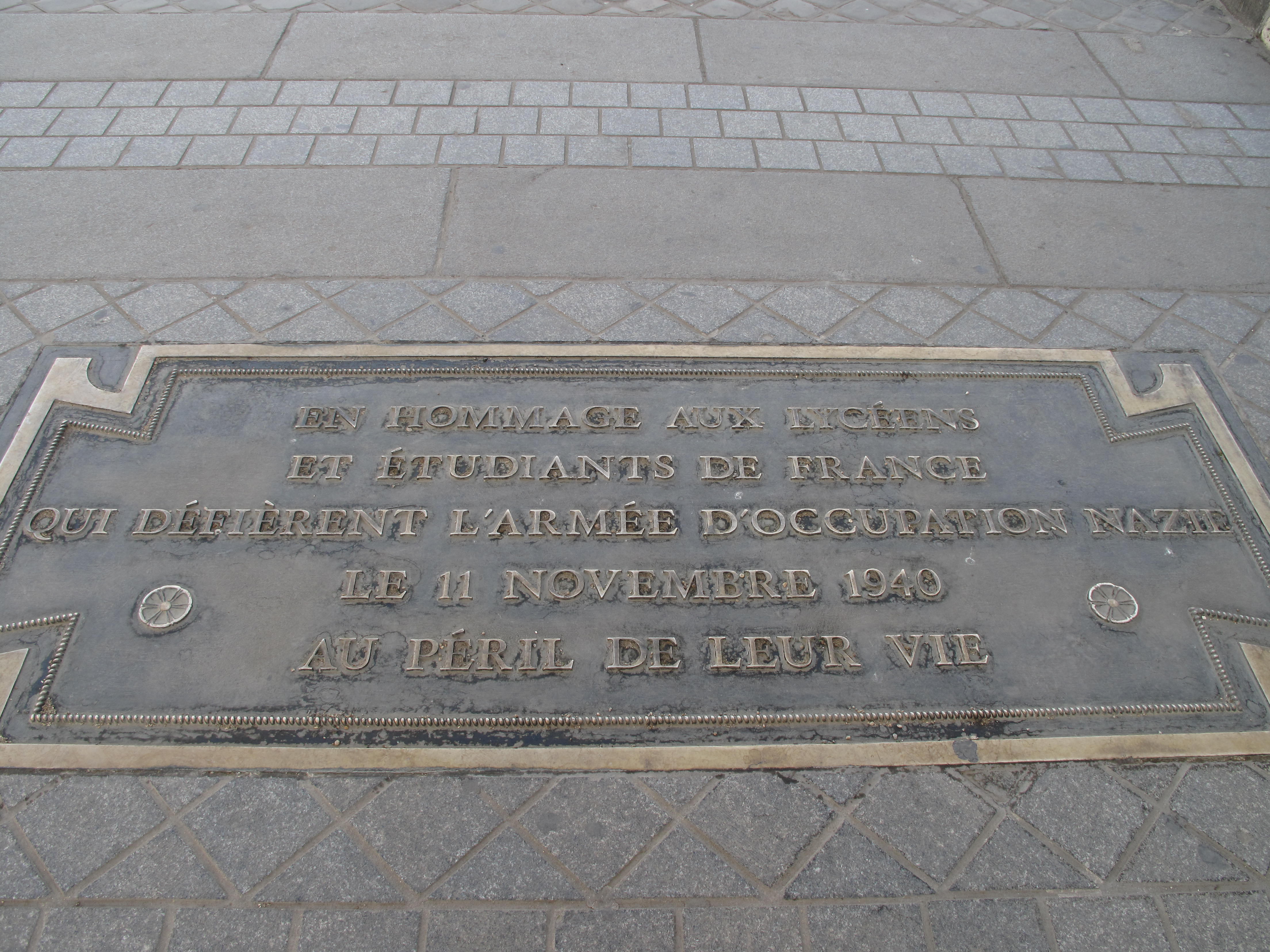
Plaque commémorative inaugurée en 2010 par Nicolas Sarkozy.

La composition des manifestants est assez floue et a donné lieu à des récupérations dès les années suivantes. Il semble que les étudiants et lycéens aient été relativement apolitiques et provenaient à la fois de la droite nationaliste et de la gauche communiste. Le tract d'appel à manifester est en effet reconnu comme particulièrement apolitique.
Lors de la répression, ce sont davantage les gaullistes qui sont incriminés par les autorités, mais des militants communistes identifiés, comme François Lescure, sont tout de même interrogés et la presse clandestine communiste salue la manifestation, tout en la rattachant fortement à l'arrestation de Paul Langevin. Les étudiants arrêtés nient toute origine politique. Les journaux d'occupation mettent la responsabilité de la manifestation sur l'irresponsabilité de la jeunesse. La presse clandestine salue la défense des traditions universitaires. Si le patriotisme est rarement mis en avant, les différents groupes commencent à s'attribuer la paternité de la manifestation.
Les années suivantes, les autorités surveillent fortement le Quartier latin afin de prévenir toute nouvelle tentative de manifestation. Le Front national étudiant salue la mémoire des étudiants de 1940, ainsi que divers résistants en 1945 (comme Jean Guéhenno, ou Gustave Roussy lorsqu'il reprend ses fonctions en 1945). L'UNEF ne valorise pas cet événement, et demande sans insistance et sans succès la pose d'une plaque commémorative en 1948.
De leur côté, les communistes, et notamment François Lescure, revendiquent la paternité de la manifestation et notamment l'impression des tracts d'appel à manifester. Le récit de l'événement est enjolivé, devenant une marche unie remontant les Champs-Élysées aux cris de « à bas Pétain, à bas Hitler ». Le rôle des communistes est donné comme prédominant. Ce discours, relayé jusqu'en 1968, reçoit ses premières inflexions après une étude de Raymond Josse puis d'autres historiens jusque dans les années 1990.
Une plaque commémorative est inaugurée le 11 novembre 1954 par le président de la République, René Coty : « Le 11 novembre 1940 devant la tombe de l'Inconnu les étudiants de France, manifestant en masse, les premiers résistèrent à l'occupant ». Elle est située sur la façade de l'hôtel Landolfo-Carcano (actuelle ambassade du Qatar), au 156 avenue des Champs-Élysées, à l'angle avec la place de l'Étoile.
À la suite de la pose de cette plaque, une Association des Résistants du 11 novembre 1940 est créée en 1959. Son fondateur et délégué général est Jean Ebstein-Langevin. Elle accepte en son sein des anciens manifestants parrainés par des membres. Elle est placée d'emblée sous la présidence d'honneur de Pierre Lefranc, gaulliste blessé et incarcéré lors de la manifestation. Elle organise lors des cérémonies du 11 novembre des dépôts de gerbe, reprenant la grande gerbe de deux mètres du lycée Janson-de-Sailly. Elle recueille également des témoignages d'anciens manifestants en lien avec la direction de la Mémoire, du Patrimoine et des Archives du ministère de la Défense. Elle accrédite la thèse d'une manifestation spontanée de jeunes étudiants et lycéens, « instinctivement patriotes » et parfois potaches contre l'occupant.
Le 11 novembre 2010, le président de la République Nicolas Sarkozy inaugure une plaque commémorative sous l'Arc de Triomphe : « En hommage aux lycéens et étudiants de France qui défièrent l'armée d'occupation nazie le 11 novembre 1940 au péril de leur vie ».

## Représentations culturelles

### Bande dessinée
Dans le tome 1 de la série Les Zazous de Salva Rubio et Danide, les jeunes héros participent à la manifestation du 11 novembre 1940.

### Sources et bibliographie
: document utilisé comme source pour la rédaction de cet article.
- Georges-Marc Benamou, Les Rebelles de l'an 40 : Les premiers Français libres racontent, Paris, Robert-Laffont, 2010, 375 p. (ISBN 978-2-221-11584-8).
- Georges-Marc Benamou, Les Rebelles du 11 novembre 1940, documentaire, dans La Case du siècle, 2013, 52 minutes.
- Michel Cournot, « Les résistants du 11 novembre », Le Monde,‎ 11 novembre 1979, p. 1, republié dans la rubrique « Il était une fois », 22 avril 2022 [lire en ligne (page consultée le 24 avril 2022)].
- Didier Fischer, « Les étudiants et la Résistance », Matériaux pour l'histoire de notre temps, vol. 74,‎ 2004, p. 20-28 (lire en ligne).* Germe et Cité des mémoires étudiantes pour le 80e anniversaire en 2020 :
  - « 80e anniversaire de la manifestation du 11 novembre 1940 », sur le site du Germe, 3 novembre 2020, avec des illustrations, documents et le dossier numérisé « L'UNEF, les étudiants pendant la guerre de 1939-1945 et sous l'occupation : attentismes, collaborations et résistances », Cahiers du Germe, no 25,‎ juin 2005 (lire en ligne) avec des études et des témoignages.
  - « Le 11 novembre 1940 », exposition, sur museedelaresistanceenligne.org, Association pour des études sur la Résistance intérieure (AERI), Fondation de la Résistance, 2020, notamment « Appel à manifester le 11 novembre 1940 », reproduisant des extraits de :
    - Bruno Leroux, Traces de Résistance : Refus, mobilisation, combats, sauvetages, libérations, martyres, mémoires, Paris, Fondation de la Résistance, 2011, 93 p. (ISBN 978-2-912257-41-3)
    - Danielle Tartakowsky, « La manifestation du 11 novembre 1940 », dans La Résistance en Île-de-France, Paris, AERI, coll. « Histoire en mémoire », 2004, 34 p., livret + CD-ROM (ISBN 2-915742-02-02 (édité erroné)).

  - « Le 11 novembre 1940, 80 ans après », conférence, sur YouTube, 10 novembre 2020.
- Raymond Josse, « La naissance de la résistance étudiante à Paris et la manifestation du 11 novembre 1940 », Revue d'histoire de la Deuxième Guerre mondiale, Comité d'histoire de la Seconde Guerre mondiale, vol. 12, no 47,‎ juillet 1962, p. 1–31 (JSTOR 25729746).
- Alain Monchablon, « La manifestation étudiante à l'Étoile du 11 novembre 1940 : Histoire et mémoires », Vingtième Siècle : Revue d'histoire, no 110,‎ avril-juin 2011, p. 67–81 (ISBN 978-2-7246-3207-1, DOI 10.3917/ving.110.0067, lire en ligne).
- Philippe Nivet, « Manifestation du 11 novembre 1940 », dans Michèle Cointet (dir.) et Jean-Paul Cointet (dir.), Dictionnaire historique de la France sous l'Occupation, Paris, Tallandier, 2000, 732 p. (ISBN 2-235-02234-0), p. 467.
- Maxime Tandonnet, 1940, un autre 11 novembre : "étudiant de France, malgré l'ordre des autorités opprimantes, tu iras honorer le Soldat inconnu", Paris, Taillandier, 2009, 249 p. (ISBN 978-2-84734-605-3).
- Danielle Tartakowsky, « 11 novembre 1940 : Manifestation à Paris », dans François Marcot (dir.), Bruno Leroux et Christine Levisse-Touzé, Dictionnaire historique de la Résistance, Paris, Robert Laffont, coll. « Bouquins », 2006, 1187 p. (ISBN 2-221-09997-4), p. 601–602.